# Маннола, Пиркко
Пи́ркко Ма́ртта И́рмели Ма́ннола (фин. Pirkko Martta Irmeli Mannola, род. в 1938 году) — финская певица и актриса, особенно популярная в конце 1950-х, начале 1960-х годов. Победительница конкурса «Мисс Финляндия — 1958». В Германии и других странах Европы выступала также под упрощённым именем Пирко Манола.

## Биография
Свою карьеру Пиркко Маннола начала ещё подростком в Тампере в конце 1950-х, участвуя в качестве модели в показах джемпером, купальников и других изделий трикотажной фирмы Suomen Trikoo Oy.
В 1957 году брат Маннолы послал фотографию своей сестры на конкурс красоты «Мисс Финляндия». Организаторы конкурса пригласили Пиркко Маннолу в Хельсинки; всего в конкурсе участвовало 23 девушки. 2 февраля 1958 года победительницей стала Пиркко Маннола. В июне того же года Маннола представляла Финляндию на конкурсе красоты Мисс Европа, который проходил в Стамбуле (Турция) и заняла на нём четвёртое место.
В 1958 году началась и карьера Маннолы как певицы — она записала свой первый сингл, финскую версию песни «Я люблю тебя, Габриэль» (фин. Minä rakastan sinua Gabriel), которая быстро стала популярной. Популярными в Финляндии стали и многие другие записанные ею песни — особенно Kuinka rakkaus alkoi («Как я полюбила», 1960) и Kumipallo («Резиновый мяч», 1961).
В 1959 году Маннола с матерью переехала в Хельсинки. К этому же году относится и выход на экраны первого фильма, в котором играла Пиркко Маннола, — «Ещё один обыкновенный Виртанен» (Yks' tavallinen Virtanen). Кинематографическая карьера Маннолы развивалась стремительно — в период с 1959 по 1963 год на экраны вышло 15 фильмов с её участием.
В 1964 году карьеры Маннолы как певицы на долгие годы прервалась — в результате слишком сильных нагрузок из-за постоянных выступлений ей пришлось сделать операцию на горле. Примерно к этому же периоду относится и кризис в финском кинопроизводстве, который сопровождался забастовками актёров и банкротством кинокомпаний; в 1964 году вышел всего один фильм с её участием, следующий фильм вышел в 1966 году, ещё один — только в 1969 году.
С середины 1960-х годов Маннола в большей степени становится театральной актрисой, её театральная карьера продолжается до настоящего времени (2010).

## Фильмография
- 1959 — Yks' tavallinen Virtanen[фин.]
- 1959 — Iskelmäketju
- 1960 — Nina ja Erik
- 1960 — Isaskar Keturin ihmeelliset seikkailut
- 1960 — Kaks' tavallista Lahtista[фин.]
- 1960 — Приключения учительницы
- 1961 — Tähtisumua
- 1961 — Minkkiturkki
- 1961 — Toivelauluja
- 1961 — Tyttö ja hattu
- 1961 — Miljoonavaillinki
- 1962 — Эмиль сказал: «Все в порядке!»[фин.]
- 1962 — Ihana seikkailu
- 1963 — Teerenpeliä
- 1963 — Villin pohjolan salattu laakso
- 1964 — Juokse kuin varas
- 1966 — Tänään olet täällä
- 1969 — Гангстерские игрушки[фин.]
- 1982 — Klippet
- 1986 — Harmagedon
- 1991 — Шлягер принца
- 1996 — Спящий
- 2005 — Счастье в тени[фин.]
- 2008 — Рикки Рэпер[фин.]
- 2009 — Адский Хельсинки[фин.]

## Семья
В 1968 году Пиркко вышла замуж за финского режиссёра Оке Линдмана (1928—2009). В 1978 году у них родилась дочь Хейди (Heidi).
В 2016 году вышла замуж за финского хоккейного функционера и скаута Йорана Стубба (род. 1935), отца действующего президента Финляндии Александра Стубба.